# Louis-François Benoiston de Châteauneuf
Louis-François Benoiston de Châteauneuf, né à le 22 mars 1776 à Paris et mort le 16 mai 1856 à Passy, est un économiste, statisticien et démographe français, également historien et homme de lettres.

## Biographie

### Jeunesse et études
Il effectue des études à l'École de médecine de Paris ainsi qu'au Val-de-Grâce.

### Parcours professionnel
Il effectue plusieurs campagnes en tant que chirurgien militaire à partir de 1799. 
De retour à Paris en 1810, il obtient un poste administratif au ministère des Finances, ce qui lui permet de se consacrer à des travaux historiques et littéraires. Guidé par le mathématicien Siméon Denis Poisson, il entreprend en même temps les premières recherches statistiques auxquelles il doit sa réputation. Il publie ainsi en 1819 un article de statistique sur la consommation des ménages parisiens, Recherches sur les consommations de tout genre de la ville de Paris en 1817 comparées à ce qu'elles étaient en 1789. Il obtient le prix Montyon de statistique en 1824 pour un mémoire bien documenté sur les enfants trouvés, mais son mémoire, plus théorique, sur les tables de mortalité de Villermé, est refusé en 1826.
Il se lie avec Louis René Villermé, l’un des fondateurs des Annales d’hygiène publique, avec qui il est chargé d'une mission d'étude en 1832. 
L'année suivante, les deux hommes sont élus membres de l'Académie des sciences morales et politiques. En 1835 et 1837, l'Académie confie à Benoiston de Châteauneuf deux enquêtes d'observation sur l'état économique et moral de la population. Les résultats en sont compilés sous forme de mémoires et de communications mais ne sont pas plus amplement diffusés en cette époque où la science statistique en est encore à ses premiers essors.
Balzac, qui mentionne Benoiston de Châteauneuf à deux reprises dans sa Comédie humaine, a parlé de lui comme « l'un des plus courageux savants qui se soient voués aux arides et utiles recherches de la statistique ».

## Publications
Essais historiques et littéraires
- Précis historique des guerres des Sarrasins dans les Gaules, 1810
- Essai sur la poésie et les poètes français aux XIIe, XIIIe et XIVe siècles, 1815
- Histoire abrégée du pontificat, 1816

Articles et mémoires scientifiques
- Recherches sur les consommations de tout genre de la ville de Paris en 1817 comparées à ce qu'elles étaient en 1789 : mémoire lu à l'Académie des sciences dans sa séance du 11 janvier 1819, 1820 Texte en ligne
- Recherches sur les consommations de tout genre de la ville de Paris en 1817 comparées à ce qu'elles étaient en 1789, 1821). Réédition : Hachette, Paris, 1971. Texte en ligne
- Mémoire sur la mortalité des femmes de l'âge de quarante à cinquante ans, lu à l'Académie des sciences, dans la séance du 13 mai 1818, 1822
- Considérations sur les enfants trouvés dans les principaux États de l'Europe, mémoire lu à l'Académie royale des sciences, dans la séance du 11 août 1823, 1824 Texte en ligne
- Extraits des recherches statistiques sur la ville de Paris et le département de la Seine, recueil de tableaux dressés et réunis d'après les ordres de M. le Comte de Chabrol, 1824 Texte en ligne
- Note lue à l'Académie royale des sciences dans sa séance du 30 janvier 1826, sur les changemens qu'ont subies les lois de la mortalité en Europe, depuis un demi-siècle, 1824 Texte en ligne
- Notice sur l'intensité de la fécondité en Europe, au commencement du dix-neuvième siècle, lue à l'Académie des sciences, le 23 octobre 1826, 1826 Texte en ligne
- De la colonisation des condamnés, et de l'avantage qu'il y aurait pour la France à adopter cette mesure, 1827 Texte en ligne
- Tableau de tous les traitements et salaires payés par l'État, d'après le budget de 1830 (1831)
- Essai sur la mortalité dans l'infanterie française, 1833
- Rapport sur la marche et les effets du choléra-morbus dans Paris et les communes rurales du département de la Seine : année 1832, 1834
- De l'Influence de certaines professions sur le développement de la phtisie pulmonaire, à l'occasion d'une industrie particulière à la commune de Meusnes, département de Loir-et-Cher, s. d.

## Source biographique
- Amédée Dechambre, Dictionnaire encyclopédique des sciences médicales, Paris, Asselin et Houzeau, vol. IX, 1868, p. 85.